# Cyinzuzi
Cyinzuzi (Kinyarwanda Umurenge wa Cyinzuzi) ist einer von 17 Sektoren im Distrikt Rulindo in der Nordprovinz von Ruanda.

## Geographie
Cyinzuzi hat eine Fläche von 33,5 km² und liegt auf einer Höhe von etwa 1810 m. Der Sektor unterteilt sich in die drei Zellen Budakiranya, Migendezo und Rudogo. Nachbarsektoren sind im Norden Buyega, im Nordosten Burega, im Osten Ntarabana, im Südosten Masoro, im Süden Murambi, im Südwesten Ngoma, im Westen Mbogo und im Nordwesten Tumba. Die Nordostgrenze von Cyinzuzi bildet der Fluss Rusine, der südöstlich des Sektors in den Nyabugogo mündet.

## Bevölkerung
Nach der Volkszählung von 2022 betrug die Einwohnerzahl 15.768 Einwohner. Zehn Jahre zuvor waren es 13.662, was einem jährlichen Bevölkerungszuwachs von 1,4 Prozent zwischen 2012 und 2022 entspricht.

## Verkehr
Durch den Sektor verlaufen zwei District Roads, die Stand 2022 beide nicht asphaltiert sind. Sie treffen im Ort Kiziba aufeinander.